# 西西里晚禱 (歌劇)

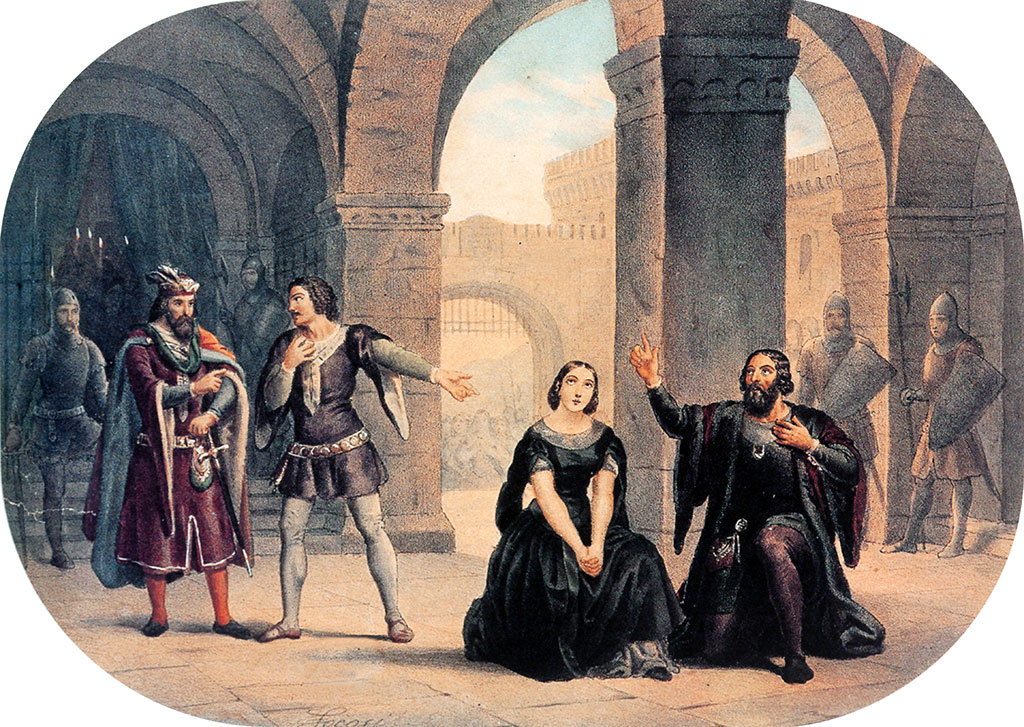
《西西里晚祷》场景（罗伯托·福科西的石板画）

《西西里晚禱》（法語：Les vêpres siciliennes）是一部由朱塞佩·威尔第作曲的五幕大歌劇。歌劇的腳本是又由夏爾·杜韋里埃（Charles Duveyrier）和尤金·斯克利伯（Eugène Scribe）所作的《阿爾巴公爵》（Le duc d'Albe），並由他們二人親自將腳本套入1282年西西里晚禱起事的背景，從而製成這套歌劇的辭本。該劇於1855年6月13日於巴黎歌劇院首演，並作為當年巴黎世界博覽會的一項主要活動。
如同威爾第所作的《唐·卡洛斯》一般，意大利語的辭本很快被製備。但為防意大利地區審查當局的干涉，該歌劇在各地以不同名字上演。在帕爾瑪大公劇院和米蘭斯卡拉大劇院的1856樂季，該劇是以《Giovanna de Guzman》之名上演的，而在1858年的那不勒斯，該劇的名字卻成了《Batilde di Turenna》。1860年，兩西西里歸併薩丁尼亞，後成為意大利王國，該劇自此得以在意大利以《西西里晚禱》（I vespri siciliani）之名上演。

## 外部連結
- 《西西里晚禱》：国际乐谱典藏计划上的乐谱